# Molophilus (Molophilus) manjimupensis
Molophilus (Molophilus) manjimupensis is een tweevleugelige uit de familie steltmuggen (Limoniidae). De soort komt voor in het Australaziatisch gebied.